# Operetta

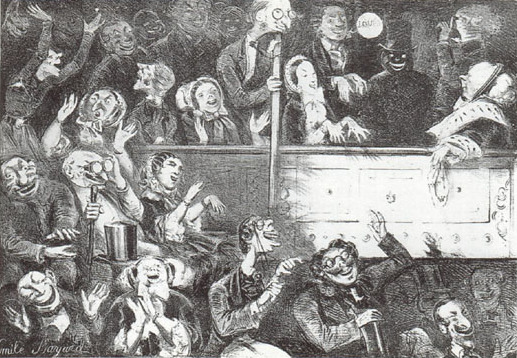
Khán giả tại nhà hát Théâtre des Bouffes-Parisiens, nơi sinh của Offenbach operettas (1860)

Operetta tiếng Pháp: [opérette]; tiếng Đức: [operette]; tiếng Tây Ban Nha: [opereta] là một dạng opera nhẹ với những đoạn thoại nói, những ca khúc và những vũ điệu. Operetta nhấn mạnh vào âm nhạc giàu tính giai điệu đồng thời dựa vào các phong cách opera thế kỉ 19, thể loại Operetta đã không ngừng phát triển suốt nửa cuối thế kỉ 19 và nửa đầu thế kỉ 20. Trong suốt thế kỉ 20, operetta phát triển nhưng phần lớn dần bị thể loại Musical thế chỗ.